# Ozarba dignata
Ozarba dignata is een vlinder van de familie van de uilen (Noctuidae). De wetenschappelijke naam van deze soort is voor het eerst voorgesteld als Acontia dignata door Heinrich Benno Möschler in een publicatie uit 1884.
De soort komt voor in Zuid-Afrika.